# Schisturella tracalero
Schisturella tracalero är en kräftdjursart som först beskrevs av J. L. Barnard 1966.  Schisturella tracalero ingår i släktet Schisturella och familjen Uristidae. Inga underarter finns listade i Catalogue of Life.